# Associação Norte-Americana de Gays Pretos
A Associação de gays negros americana (GNAA) era um grupo de trolls da Internet. Eles tinham como alvo vários sites proeminentes e personalidades da Internet, incluindo Slashdot, Wikipedia, CNN, Barack Obama, Alex Jones e membros proeminentes da blogosfera. Eles também lançaram produtos de software e vazaram capturas de tela e informações sobre os próximos sistemas operacionais. Além disso, eles mantinham um repositório de software e um site baseado em wiki dedicado a comentários na Internet. Eles foram chamados de "organização ciberterrorista" pela organização Pesquisa de Terrorismo & Consórcio de análise.
Membros da GNAA também fundaram o Goatse Security, um grupo de segurança da informação de chapéu cinza que leva o nome de uma imagem famosa de um homem abrindo seu ânus. Membros da Goatse Security divulgaram informações em junho de 2010 sobre endereços de e-mail no site da AT&T e de pessoas que assinaram o serviço de dados móveis usando o iPad. Depois que a vulnerabilidade foi divulgada, o então presidente da GNAA, weev, e um membro da GNAA, "JacksonBrown", foram presos.

## Origens, membros reconhecidos e nome
O grupo era dirigido por um presidente: o pesquisador de novas mídias, Andrew Lih, afirmou que não está claro se inicialmente havia ou não um grupo claramente definido de membros da GNAA, ou se os primeiros membros fundadores da GNAA eram criadores de problemas online unidos sob o nome para perturbar sites. No entanto, o professor Jodi Dean e Ross Cisneros afirmaram que eram um grupo organizado de trolls anti-blogueiros. Os repórteres também se referiram à GNAA como uma espécie de grupo.
O ex-presidente da GNAA, conhecido como "timecop", era conhecido por fundar o grupo de fansub de anime "Dattebayo". Outros membros incluem o ex-presidente Andrew "weev" Auernheimer, Daniel "JacksonBrown" Spitler, ex-líder do projeto Debian Sam Hocevar,   e ex-porta-voz Leon Kaiser.
O nome do grupo gerou polêmica e foi descrito como "causando alarme imediato em qualquer pessoa com aparência de bom gosto", "intencionalmente ofensivo"  e "espetacularmente ofensivo".  O grupo negou as acusações de racismo e homofobia, explicando que o nome pretendia semear a perturbação na Internet e desafiar as normas sociais (alegando que era derivado do filme dinamarquês blaxploitation Gayniggers from Outer Space de 1992 ).

## Trollagem
A GNAA usou muitos métodos diferentes de pesca à corrica. Um método envolvia inundar o formulário de comentário de um weblog com texto consistindo de palavras e frases repetidas, conhecidas como "crapflooding".   Na Wikipedia, os membros do grupo criaram um artigo sobre o grupo, enquanto ainda aderiam às regras e políticas da Wikipedia; um processo que Andrew Lih diz "essencialmente [usou] o sistema contra ele mesmo".  Outro método incluiu atacar muitos canais e redes do Internet Relay Chat usando diferentes técnicas de inundação de IRC.
A GNAA também produziu sites de choque contendo malware.   Um desses sites, "Last Measure", continha malware embutido que abriu "uma cascata interminável de janelas pop-up exibindo pornografia ou fotos médicas horríveis". Eles também realizaram demonstrações de prova de conceito. Essas ações ocasionalmente interromperam o funcionamento normal de sites populares.

### Década de 2000
Em julho de 2004, dois membros da GNAA enviaram capturas de tela do futuro sistema operacional Mac OS X v10.4  para o popular site de notícias do Macintosh MacRumors, resultando em uma postagem que dizia "Com WWDC a poucos dias de distância, as primeiras informações do Tiger e as capturas de tela parecem ter vazado. De acordo com fontes, a Apple supostamente fornecerá aos desenvolvedores uma cópia de visualização do Mac OS X 10.4 na WWDC na segunda-feira. As capturas de tela fornecidas supostamente vêm desta próxima prévia do desenvolvedor."
Em junho de 2005, a GNAA anunciou que haviam criado um lançamento do Mac OS X Tiger para processadores Intel x86 que chamou a atenção da mídia de várias fontes.    No dia seguinte, o suposto vazamento foi mencionado no programa de televisão do G4 Attack of the Show. A imagem ISO divulgada via BitTorrent apenas inicializou uma imagem de choque  da vez do sistema operacional que vazou.
Em 3 de fevereiro de 2007, a GNAA conseguiu convencer a repórter da CNN Paula Zahn de que "um em cada três americanos" acredita que os ataques terroristas de 11 de setembro de 2001 foram perpetrados por agentes israelenses.  Posteriormente, a CNN publicou uma matéria relatando isso erroneamente, envolvendo uma discussão em mesa redonda sobre o anti-semitismo e uma entrevista com o pai de uma vítima judia do 11 de setembro.  O site de propriedade da GNAA disse que "mais de 4.000" judeus estavam ausentes do trabalho no World Trade Center em 11 de setembro.
Em 11 de fevereiro de 2007, um ataque foi lançado no site do candidato presidencial dos EUA (e futuro presidente dos EUA) Barack Obama, onde o nome do grupo apareceu na primeira página do site.

### Década de 2010
No final de janeiro de 2010, o GNAA usou um método obscuro conhecido como cross-protocol scripting (uma combinação de cross-site scripting e exploração interprotocolo ) para fazer com que os usuários da rede Freenode IRC inundassem inadvertidamente os canais IRC após visitar sites que continham inter-explorações de protocolo.  Eles também usaram uma combinação de bugs entre protocolos, sites cruzados e estouro de número inteiro nos navegadores Firefox e Safari para inundar os canais de IRC.
No final de julho de 2012, a GNAA criou um site intitulado "linuxforniggers.us" para um suposto sistema operacional baseado em Linux voltado para afro-americanos em desenvolvimento. O site fornece um link para download de uma imagem ISO que, quando inicializada, apresenta aos usuários uma apresentação de slides de imagens relacionadas aos estereótipos afro-americanos.
Em 30 de outubro, a GNAA iniciou uma campanha de trollagem em torno das consequências do furacão Sandy na costa leste dos Estados Unidos, divulgando fotos falsas e tuítes de supostos saqueadores em ação. Depois que a GNAA publicou um comunicado de imprensa detalhando o incidente, os  principais meios de comunicação começaram a detalhar como a pegadinha foi realizada.
Em 3 de dezembro, a GNAA foi identificada como responsável por um ataque de script entre sites no Tumblr  que resultou em milhares de blogs do Tumblr sendo desfigurados com uma mensagem pró-GNAA.
Em janeiro de 2013, a GNAA colaborou com os usuários do imageboard 4chan para iniciar uma tendência "#cut4bieber" no Twitter, incentivando os fãs do cantor pop canadense Justin Bieber a praticar a automutilação.
De 2014 a 2015, os membros do GNAA começaram a desempenhar um papel ativo na controvérsia do Gamergate, sabotando os esforços feitos por partidos pró-Gamergate. Vários membros da GNAA conseguiram obter acesso administrativo ao quadro principal do 8chan (um imageboard associado ao Gamergate), o qual eles interromperam e, por fim, fecharam. A GNAA também assumiu a responsabilidade pela divulgação de informações privadas relacionadas a muitos ativistas pró-Gamergate.
Em 13 de outubro de 2016, o membro da GNAA Meepsheep vandalizou a Wikipedia para fazer com que as entradas de Bill e Hillary Clinton fossem sobrepostas com imagens pornográficas e uma mensagem endossando o candidato presidencial republicano Donald Trump.

## Operação de Segurança Goatse

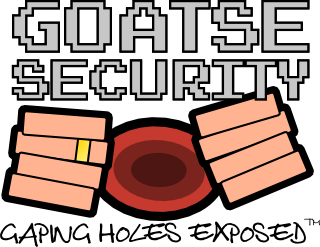
O logotipo e o nome da Goatse Security foram retirados do infame site de choque Goatse.cx.

Vários membros da GNAA com experiência em  chapéu cinza começaram a divulgar informações sobre várias vulnerabilidades de software sob o nome de "Goatse Security". O grupo optou por publicar seu trabalho com um nome separado porque pensava que não seria levado a sério.
Em junho de 2010, a Goatse Security atraiu a atenção da grande mídia pela descoberta de pelo menos 114.000 endereços de e-mail  registrados em dispositivos Apple iPad para os primeiros usuários do serviço 3G iPad da Apple. Os dados foram agregados dos próprios servidores da AT&T alimentando um script disponível publicamente com solicitações HTTP contendo ICC-IDs gerados aleatoriamente, que retornariam o endereço de e-mail associado. O FBI logo investigou o incidente. Essa investigação levou à prisão do então presidente da GNAA,  Andrew 'weev' Auernheimer, por acusações de drogas  resultante de uma busca do FBI em sua casa.
Em janeiro de 2011, o Departamento de Justiça anunciou que Auernheimer seria acusado de uma acusação de conspiração para acessar um computador sem autorização e uma acusação de fraude.  Um co-réu, Daniel Spitler, foi libertado sob fiança.   Em junho de 2011, Spitler se declarou culpado em ambas as acusações depois de chegar a um acordo de confissão com os advogados dos EUA. Em 20 de novembro de 2012, Auernheimer foi considerado culpado de uma acusação de fraude de identidade e uma acusação de conspiração para acessar um computador sem autorização. Essas convicções foram anuladas  em 11 de abril de 2014, e Auernheimer foi posteriormente libertado da prisão.